# Arthur Chichester
Arthur Chichester, I Baron Chichester (mayo de 1563 - 19 de febrero de 1625), conocido entre 1596 y 1613 como Sir Arthur Chichester, fue un soldado y administrador inglés, conocido por ocupar el cargo de Lord Diputado de Irlanda entre 1604 y  1615.

## Primeros años
Los padres de Chichester fueron Sir John Chichester y Gertrude Courtenay, hija de Sir William Courtenay. Tras asistir al Exeter College de la Universidad de Oxford, Chichester fue nombrado comandante del HMS Larke durante el episodio de la Armada Invencible en 1588. En 1595 acompañó a Sir Francis Drake en su última expedición a las Américas. Posteriormente estuvo al mando de una compañía en el asalto a Cádiz en 1596 durante la Guerra anglo-española, lo que le valió ser ordenado caballero.

## Irlanda
Su carrera en Irlanda comenzó cuando el conde de Essex le nombró Gobernador de Carrickfergus en 1598 tras la muerte de su hermano John en la batalla de Carrickfergus (1597). Se dice que John Chichester fue decapitado y su cabeza usada como balón de fútbol por los miembros del clan MacDonnell tras la victoria. James Sorley MacDonnell, jefe del clan, fue envenenado en el castillo de Dunluce por orden de Robert Cecil, conde de Salisbury para contentar a Arthur. Durante la Guerra de los Nueve Años dirigió las tropas de la corona en el Ulster, empleando tácticas de tierra quemada. Consiguió rodear a las tropas de O'Neill mediante guarniciones situadas a lo largo de la frontera, logrando así extender el hambre entre los ejércitos irlandeses. En una carta a Cecil en el año 1600, Chichester escribía que "un millón de espadas no les causarán tanto daño como una hambruna invernal". Aunque Chichester no había sido el creador de estas tácticas, las empleó de manera brutal, lo que le convirtió en un personaje muy odiado para los irlandeses.
En 1604 sucedió a Lord Mountjoy en el cargo de Lord Diputado, y un año más tarde contrajo matrimonio con Lettice Perrot, hija de John Perrot, otro destacado protagonista de la reconquista Tudor de Irlanda.
Desde su nueva posición, Chichester persiguió activamente a la Iglesia católica, a la que consideraba la principal amenaza para la corona, llegando a ejecutar a dos obispos.
Tras la Fuga de los Condes en 1607, Chichester se convirtió en uno de los principales promotores de la Plantación del Ulster. Trató en un principio de limitar el número de colonos escoceses, otorgando mayores propiedades a los terratenientes irlandeses. Sin embargo, tras la rebelión de O'Doherty en 1608, los propietarios nativos fueron desposeídos de sus tierras, la mayoría de las cuales fue entregada a ricos terratenientes procedentes de Escocia e Inglaterra. Sin embargo, Chichester consiguió que se concedieran tierras a los veteranos de la Guerra de los Nueve Años.

## Vida posterior
Chichester jugó un papel crucial en la fundación y expansión de Belfast, la actual capital de Irlanda del Norte. En 1611 inició la construcción de un castillo en el emplazamiento de una fortaleza normanda del siglo XII]. En 1613 le fue concedido el título de Baron Chichester de Belfast, y en 1614, su debilitada salud le llevó al retiro. Durante sus últimos años, construyó una mansión en Carrickfergus y sirvió como embajador en la Corte de los Habsburgo
Falleció a consecuencia de una pleuresía en Londres, en 1625. Fue enterrado siete meses después en la iglesia de San Nicolás, en Carrickfergus. La baronía de Chichester se extinguió a su muerto, pero fue restaurado el mismo año en favor de su hermano menor Edward. El primogénito de Edward, llamado también Arthur, logró el título de conde de Donegal. Hoy en día, la importancia de los Chichester en Belfast es evidente, con varias calles bautizadas en su honor.